# نصرت‌آباد (نهبندان)
نصرت آباد روستایی در دهستان بندان بخش مرکزی شهرستان نهبندان استان خراسان جنوبی ایران است. بر پایه سرشماری عمومی نفوس و مسکن در سال ۱۳۹۰ جمعیت این روستا ۳۸ نفر (در ۹ خانوار) بوده‌است.